# Venă jugulară
Venele jugulare sunt venele care transportă sânge neoxigenat din cap către inimă prin vena cava superioară. 

## Anatomie
Există două perechi de vene jugulare: venele jugulare externe și venele jugulare interne. 
Venele jugulare externe stângă și dreaptă se varsă în venele subclaviculare. Venele jugulare interne se unesc cu venele subclaviculare, mai mult medial, pentru a forma venele brahiocefalice. În cele din urmă, venele brachiocefalice stângă și dreaptă se unesc pentru a forma vena cava superioară, care transportă sânge neoxigenat în atriul drept al inimii. 

### Intern
Vena jugulară internă este formată din anastomoza sângelui din sinusul sigmoid al durei mater și a venei faciale comune. Vena jugulară internă are traseu comun cu artera carotidă comună și nervul vag în interiorul tecii carotide. Oferă drenaj venos pentru conținutul craniului . 

### Extern
Vena jugulară externă are un traseu superficial spre mușchiul sternocleidomastoidian. 
Există, de asemenea, o altă venă jugulară minoră, vena jugulară anterioară, care drenează regiunea submaxilară. 

## Semnificație clinică

### Presiune

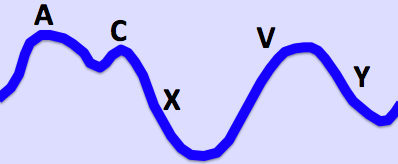
Forma de undă a presiunii venoase jugulare

Presiunea venoasă jugulară este o presiune observată indirect asupra sistemului venos. Poate fi utilă în diferențierea diferitelor forme de boală de inimă și plămâni. 
În venele jugulare deviațiile ascendente ale undei de presiune corespund cu (A) contracția atrială, (C) contracția ventriculară (și bombajul rezultat al atracției în atriul drept în timpul sistolei isovolumice) și (V) umplerea venoasă atrială. Deviațiiile descendente corespund cu (X) atriul relaxant (iar valva perspicace se deplasează în jos) și (Y) umplerea ventriculului după deschiderea tricuspidei. 
Componentele includ: 
- Vârful este cauzat de contracția atriului drept.
- Minima av se datorează relaxării atriului drept și închiderii valvei tricuspide.
- Vârful c reflectă creșterea presiunii în ventriculul drept timpuriu în timpul sistolei și bombajul rezultat al valvei tricuspide - care tocmai s-a închis - în atriul drept.
- X minimul apare pe măsură ce ventriculul se contractă și se scurtează în faza de ejecție, mai târziu în sistolă. Inima de scurtare - cu valva tricuspidă încă închisă - se deschide valva, vârful v începe să scadă.
- Minima y reflectă o scădere a presiunii atriale drepte în timpul umplerii ventriculare rapide, deoarece sângele părăsește atriul drept printr-o valvă tricuspidă deschisă și intră în ventriculul drept. Creșterea presiunii venoase după minimul y apare când întoarcerea venoasă continuă în fața umplerii ventriculare reduse.

## Societate și cultură

### Proverb
Vena jugulară este subiectul unui proverb popular în limba engleză, derivând din statutul său de venă cea mai vulnerabilă la atac. Expresia „a merge pentru jugular” înseamnă a ataca decisiv în punctul cel mai slab - cu alte cuvinte, a ataca la intersecția oportună pentru o rezoluție definitivă sau o lovitură de grație. 
O explicație alternativă a expresiei sugerează „a merge pentru jugular” înseamnă doar a ataca fără reținere. Sistemul venei jugulare este esențial, dar nu deosebit de slab sau vulnerabil, deoarece acest sistem venos se găsește în general destul de adânc în corp. 